# Август Крог
Шек Август Стінберген Крог (Август Крог, дан. Schack August Steenberg Krogh; 15 листопада 1874, Гренаа — 13 вересня 1949, Копенгаген) — данський фізіолог (з ром корінням по материнській лінії), професор факультету зоофізіології в Університеті Копенгагена в 1916-1945 роках. Лауреат Нобелівської премії з фізіології або медицини в 1920 році за відкриття регуляторних механізмів капілярного мотора.

## Біографія
Шек Август Стінберг Крог народився в Ютландії 15 листопада 1874 року в родині корабельника Вігго Крога та його дружини Марі Дречман, ромського походження. Його шкільним учителем був відомий данський арахнолог Вільям Серенсен, який стимулював розвиток хлопця вбік природничих наук, зокрема експериментальної фізіології.
1893 року Крог поступив до Копенгагенського університету на медичний факультет. Проте за певний час він зацікавився зоологією. З 1897 року він почав працювати в лабораторії фізіолога Християна Бора. Крог працював з Бором протягом 10 років — до 1907 року, коли вони припинили спілкування через незгоду щодо механізмів газообміну між кров'ю та альвеолами легень.
У 1902 році Август Крог на запрошення свого приятеля ботаніка Мортена Порсильда взяв участь у експедиції до Північної Гренландії, де вивчав вміст кисню та вуглекислого газу в воді. Він самостійно розробив прилади для вимірювання цих газів для вивчення газообміну в полярних організмів. Однак під час експедиції його більше зацікавив глобальний рівень вуглекислого газу. Внаслідок своїх вимірів він зробив висновок, що, хоча океан має велику буферну ємність для вуглекислого газу, промислове спалювання вугілля призведе до значного підвищення вуглексилого газу в атмосфері, що за даними його сучасника Сванте Арреніуса неминуче приведе до потепління клімату.
1908 року він здійснив ще одну експедицію до Гренландії, цього разу зі своєю дружиною, де вони дослідили вплив багатої на білки дієти з тюленячого м'яса на здоров'я інуїтів.
10 жовтня 1903 року Крог захистив дисертацію на тему «Щодо шкірного та легеневого дихання в жаб».
1908 року Крога обрали асоційованим професором зоофізіології Копенгагенського університету. 1916 він здобув посаду ординарного професора.
Крог був організатором першого виробництва інсуліну в Данії. Завдяки цьому вдалося врятувати тисячі хворих на діабет першого типу людей, зокрема й власну дружину Крога. Підприємство з виробництва інсуліну було неприбутковим, а всі доходи від його діяльності спрямовуввлися на наукові й клінічні дослідження

## Родина
1905 року Август Крог одружився з Біртою Марі Йоргенссон, студенткою медичного факультету, яка закінчила навчання 1907 року, а 1910 року захистила дисертацію доктора медицини.

## Науковий внесок
Перші наукові дослідження Август Крог провів у лабораторії Християна Бора, вивчаючи газообмін у жаб. Він здійснював кропіткі виміри щодо виділення вуглекислого газу та поглинання кисню. Крог приділяв багато уваги порівняльній фізіології, тому в підсумковій праці порівняв шкірний і легеневий газообмін у вугра, жаби, черепахи та голуба, і показав, що швидкість шкірного газообміну визначається тонкістю шкірних покривів та кількістю капілярів у них. По цих даних він захистив дисертацію 1903 року та опублікував дві наукових статті.
Під час перебування в лабораторії Бора Крог також разом з іншим учнем Бора, Вільгельмом Мааром переклав працю данського дослідника Нільса Стеєнсена. Також вивчаючи газообмін у личинок комах, Крог зацікавився, як вони контролюють власну плавучість, і присвятив цьому питанню кілька праць.

## Нагороди та звання
- Почесний член Індійської академії наук (1947)[5]